# 225国道
225国道（或“国道225线”、“G225线”、“海榆西线”）是在中国的一条国道，起点为海南海口，终点为海南三亚的国道，全程429千米。

## 历史

### 中华民国时期
1921年，广东省颁布章程，奖励商民集资筑路，筑成后给予一定特许运营年限。在政策鼓励下，海南一些商人、乡绅和华侨开始集资筑路经营运输业。首先建成规划省道第六干线（即海南环岛公路）西线中的琼澄、临澄公路。后续经过增建，可通行至今儋州市那大镇。
1935年海南环岛公路基本建成，30米以上宽度的河流大都未建造桥梁，仅设桴渡(俗称船牛)通过，因而出现阻车现象。
1938-1939年，为阻止日军机械化部队南下，广东省政府两次命令破坏公路，1940-1941年日军修复环岛公路。
1946年下令修复环岛公路，1948年因国民政府无力修复公路，加上战争破坏，至1950年初仅海口-那大及崖城-榆林港段可通车,其余道路无法通行。
| 1945年海南环岛公路西线通车里程表 |                     |
| 城市名                           | 距起点距离 （公里） |
| -------------------------------- | ------------------- |
| 海口                             | 0                   |
| 那大                             | 150                 |
| 北黎                             | 300                 |
| 黄流                             | 381                 |
| 三亚                             | 475                 |

### 中华人民共和国时期
1953年，投资724.3万元，按砂土路标准兴建那大至八所段223公里，1954年建成通车。
1956-1957年，修复改造小岭至崖城长126公里的路段，至此，海榆西线实现全线通车。
20世纪70年代起，先后投资兴建38座桥梁，结束了部分河道需轮船摆渡的历史，1986年9月29日昌化江大桥建成通车。次年八所至三亚段道路升级改造工程建成通车。
而后进行截弯取直、加宽路基、铺筑沥青路面等工程，使道路条件得到极大改善。

## 里程表
| 城市名                 | 距起点距离 （公里） |
| ---------------------- | ------------------- |
| 海南省海口市           | 0                   |
| 海南省澄迈县           | 8                   |
| 海南省儋州市           | 135                 |
| 海南省昌江黎族自治县   |                     |
| 海南省东方市           | 254                 |
| 海南省三亚市（榆林港） | 429                 |